# 밀양우체국
밀양우체국은 경상남도 밀양시 전역을 관할하는 부산지방우정청 소속 우체국이다.

## 기본 정보
- 주소: 경상남도 밀양시 중앙로 84

## 연혁
- 1914년 7월 11일: 밀양성내동 우편소로 개국
- 1946년 10월 1일: 밀양우편국(5급장직)으로 개칭
- 1950년 1월 1일: 밀양우체국으로 개칭
- 1995년 10월 16일: 현 청사로 신축이전(밀양시 가곡동 597-5)
- 2001년 10월 1일: 단장우체국을 밀양단장우체국으로, 부북우체국을 밀양부북우체국으로, 초동우체국을 밀양초동우체국으로 명칭 변경[1]
- 2011년 4월 1일: 경남산외우체국을 밀양산외우체국으로, 삼랑진우체국을 밀양삼랑진우체국으로 명칭 변경[2]
- 2014년 1월 1일: 우편구역을 다음과 같이 고시[3]

| 배달국     | 배달구역      | 구역번호      |
| ---------- | ------------- | ------------- |
| 밀양우체국 | 밀양시 전지역 | 50400 ~ 50467 |

- 2014년 10월 31일: 밀양밀성우편취급국 위탁계약 해지[4]
- 2014년 11월 3일: 밀양밀성우편취급국 개국[5]
- 2020년 8월 31일 : 건물 누수로 인해 밀양예림우편취급국을 상남면 밀양대로 1531에서 상남면 밀양대로 1527로 이전[6]
- 2020년 9월 1일 : 밀양삼량진우체국 점심시간 휴무 시행[7]

## 관할 우체국
| 우체국명             | 사진 | 주소                                      | 비고                                                         |
| -------------------- | ---- | ----------------------------------------- | ------------------------------------------------------------ |
| 밀양내이동우체국     |      | 경상남도 밀양시 약산로 53 (내이동)        |                                                              |
| 밀양단장우체국       |      | 경상남도 밀양시 단장면 표충로 355         | 2001년 10월 1일 단장우체국에서 명칭 변경                     |
| 밀양무안우체국       |      | 경상남도 밀양시 무안면 사명로 511         |                                                              |
| 밀양밀성우편취급국   |      | 경상남도 밀양시 시청서길 23 (내이동)      |                                                              |
| 밀양부북우체국       |      | 경상남도 밀양시 부북면 부북로 41          | 별정우체국 2001년 10월 1일 부북우체국에서 명칭 변경          |
| 밀양산내우체국       |      | 경상남도 밀양시 산내면 산내로 352         |                                                              |
| 밀양산외우체국       |      | 경상남도 밀양시 산외면 산외로 702-1       | 별정우체국 2011년 4월 1일 경남산외우체국에서 명칭 변경       |
| 밀양삼랑진우체국     |      | 경상남도 밀양시 삼랑진읍 천태로 11        | 2011년 4월 1일 삼랑진우체국에서 명칭 변경 점심시간 휴무 시행 |
| 밀양삼문동우체국     |      | 경상남도 밀양시 삼문중앙로3길 48 (삼문동) |                                                              |
| 밀양상남우체국       |      | 경상남도 밀양시 상남면 평촌중앙로 34      |                                                              |
| 밀양상동우체국       |      | 경상남도 밀양시 상동면 상동로 596-1       |                                                              |
| 밀양예림우편취급국   |      | 경상남도 밀양시 상남면 밀양대로 1527      | 2020년 8월 31일 상남면 밀양대로 1531에서 이전                |
| 밀양청도우체국       |      | 경상남도 밀양시 청도면 청도로 106         |                                                              |
| 밀양초동우체국       |      | 경상남도 밀양시 초동면 초동로 304         | 별정우체국 2001년 10월 1일 초동우체국에서 명칭 변경          |
| 밀양하남우체국       |      | 경상남도 밀양시 하남읍 수산중앙로 52      |                                                              |
| 삼랑진임천우편취급국 |      | 경상남도 밀양시 삼랑진읍 임천2길 5        |                                                              |

## 조직
- 경영지도실
- 우편물류과
  - 집배실
- 영업과